# Балакирево (Курбский сельский округ)
Балакирево — деревня в Ярославском районе Ярославской области. Входит в состав Курбского сельского поселения.

## География
Находится в восточной части Ярославской области на расстоянии приблизительно 24 км на запад-юго-запад по прямой от вокзала станции Ярославль Главный.

## История
Деревня была отмечена еще на карте 1798 года. В 1859 году здесь (деревня Ярославского уезда Ярославской губернии) было учтено 19 дворов, в 1898 — 20.

## Население
Численность населения: 122 человека (1859 год), 1 (русские 100 %) в 2002 году, 2 в 2010.